# Si c'était moi
Si s'était moi est une émission présentée et produite par Carole Rousseau et diffusée sur TF1 de 2005 à 2006. On la retrouve 2 à 3 fois par an. Carole Rousseau invite 2 personnalités, et à l'aide de mise en scène, elle leur fait vivre des situations rocambolesques,.